# Pseudobaccharis
Pseudobaccharis es un género de plantas de la familia de las asteráceas. Comprende 10 especies descritas.

## Taxonomía
El género fue descrito por Ángel Lulio Cabrera y publicado en Notas del Museo de la Plata, Botánica 9(46): 246–247, en 1944.

## Especies aceptadas
A continuación se brinda un listado de las especies del género Pseudobaccharis aceptadas actualmente, ordenadas alfabéticamente. Para cada una se indica el nombre binomial seguido del autor, abreviado según las convenciones y usos.
- Pseudobaccharis acaulis (Wedd. ex R.E.Fr.) Cabrera, 1944
- Pseudobaccharis densa (N.E.Br.) V.M.Badillo, 1946
- Pseudobaccharis macrophylla (Dusén) Malag., 1952
- Pseudobaccharis retamoides (Phil.) Cabrera, 1944
- Pseudobaccharis spartioides (Hook. y Arn. ex DC.) Cabrera, 1944
- Pseudobaccharis tenella (Hook. y Arn.) Cabrera, 1944